# Sant'Ariano
Sant'Ariano è un'isola della Laguna Veneta settentrionale.
Si trova a nordest di Torcello, alla quale è collegata mediante il canale della Dossa. A est è lambita dalla palude della Centrega e a ovest dalla palude della Rosa.

## Storia
Rappresenta uno dei resti di Costanziaco, importante insediamento lagunare fiorito tra il VI e l'XI secolo. Probabilmente, era collegata ad altre isole, oggi scomparse, mediante ponti.
Dalla seconda metà del XII secolo ospitò un monastero di benedettine dedicato a sant'Adriano martire (volgarmente Sant'Ariàn). Le notizie riguardo alla sua origine sono poco chiare e intrise di leggenda: lo si vorrebbe fondato nel 1160 da Anna Michiel, moglie di Nicolò Giustinian, due personalità vocate alla vita consacrata ma costrette a sposarsi per scongiurare l'estinzione delle rispettive famiglie; dopo aver generato numerosa prole, tornarono nei rispettivi conventi, lei a Sant'Ariano, lui a San Nicolò del Lido.
Le pertinenze del cenobio comprendevano, sempre a Costanziaco, anche la chiesa dei Santi Sergio e Bacco, un tempo pieve, e quella di San Pietro martire.
Fu un'istituzione prestigiosa, formata da monache provenienti dalle più illustri famiglie veneziane, tuttavia subì l'inesorabile decadenza ambientale che coinvolse tutta la zona. Nel 1439 alle monache di Sant'Ariano fu concesso di abbandonare l'isola per portarsi nel monastero di Sant'Angelo di Zampenigo, a Torcello, purché si continuassero ad occupare del mantenimento della chiesa. Quest'ultima sopravvisse ancora per qualche decennio, tanto che è ancora documentata nel 1510.
In seguito anche le condizioni di Torcello peggiorarono e nel 1526 la comunità chiese di poter essere unita al monastero di Santa Caterina. Finalmente, nel 1550, venne approvato il trasferimento nel monastero di San Girolamo a Venezia.
Nel 1565, quando il sito era ormai del tutto abbandonato, il Senato veneziano avallò l'iniziativa dei Provveditori alla Sanità per utilizzare l'isola come ossario dove accogliere i resti provenienti dallo sgombero dei numerosi cimiteri veneziani. Allo scopo, fu cinta da un muro, finanziato mediante i contributi di chiese e monasteri. Un disegno del 1779 di Tommaso Scalfarotto (confermato da altre rappresentazioni coeve) dimostra anche la presenza di una chiesetta, di cui oggi non resta traccia.
Nel Seicento ciò che restava della chiesa di Sant'Ariano fu utilizzato per ultimare la basilica del Redentore.
La raccolta delle salme proseguì anche dopo la fine della Repubblica, sino al 1933. Ancora qualche anno fa era ancora ben visibile sulla superficie dell'isola uno strato d'ossa alto quasi tre metri e appena coperto da terra e rovi; di recente, il terreno all'interno delle mura è stato spianato e la porta di accesso murata.